# 鮑威爾山
81°56′S 161°11′E / 81.933°S 161.183°E
鮑威爾山是南極洲的山峰，位於沙克爾頓海岸，處於聖誕山西南面11公里，以美國海軍的上尉指揮官命名，現時由南極條約體系管理。